# El Al Cargo

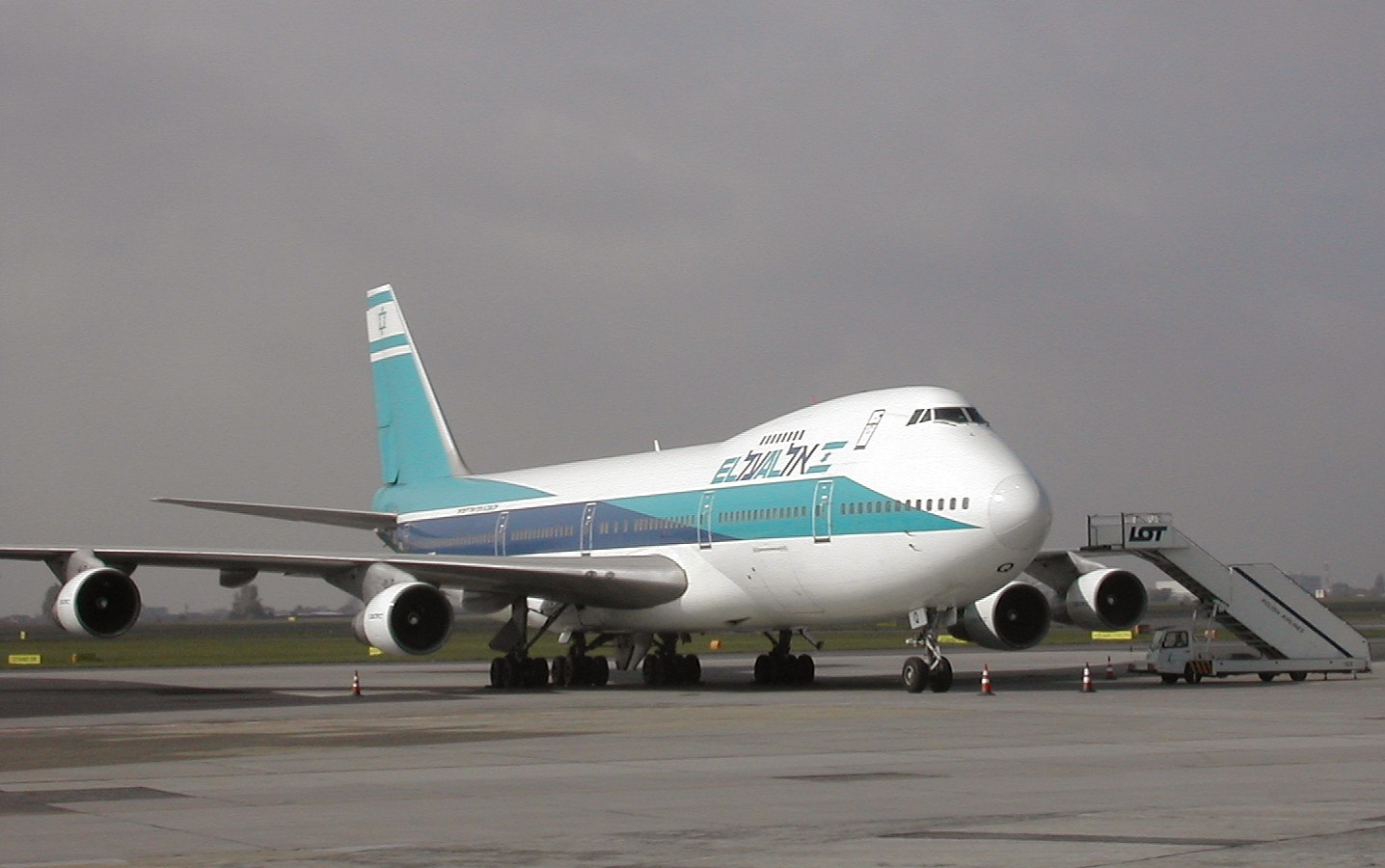
Boeing 747 w barwach El Al na lotnisku w Warszawie

El Al Cargo (hebr. משא אל על) (TASE: ELAL) – państwowe linie lotnicze Izraela (kod linii IATA: LY), obsługujące połączenia towarowe pomiędzy jej macierzystym portem lotniczym im. Ben Guriona a lotniskami w Ameryce Północnej, Europy i Bliskiego Wschodu.

## Historia
W 1997 linie lotnicze El Al utworzyły oddzielne przedsiębiorstwo przewozów towarowych El Al Cargo.

## Porty docelowe
Samoloty El Al Cargo docierają do portów lotniczych na czterech kontynentach, jednak stałe linie utrzymywane są na następujących trasach:

### Azja
- Stany Zjednoczone
  - Port lotniczy Johna F. Kennedy’ego w Nowym Jorku
- Kazachstan
  - Ałmaty (port lotniczy Ałmaty)
- Korea Południowa
  - Seul (port lotniczy Seul-Inczon)

### Europa
- Belgia
  - Liège (port lotniczy Liège)

## Flota El Al Cargo
El Al Cargo obecnie posiadają:.